# Ojkovica
Ojkovica (em cirílico: Ојковица) é uma vila da Sérvia localizada no município de Nova Varoš, pertencente ao distrito de Zlatibor. A sua população era de 227 habitantes segundo o censo de 2011.

## Demografia
| 1948 | 1953 | 1961 | 1971 | 1981 | 1991 | 2002 | 2011 |
| ---- | ---- | ---- | ---- | ---- | ---- | ---- | ---- |
| 929  | 954  | 953  | 749  | 521  | 406  | 290  | 227  |